# Ekaterinburg Ural Lightnings 2019
Questa voce raccoglie le informazioni riguardanti gli Ekaterinburg Ural Lightnings nelle competizioni ufficiali della stagione 2019.

## Campionato di football americano della Russia 2019

### Stagione regolare
| Perm' 25 maggio 2019 | Perm Steel Tigers | 38 – 6 (14-0 10-0 14-0 0-6) referto | Ekaterinburg Ural Lightnings |  |

| Čeljabinsk 8 giugno 2019 | Chelyabinsk Tanks | 0 – 28 (0-0 0-14 0-14 0-0) referto | Ekaterinburg Ural Lightnings |  |

| Ekaterinburg 20 luglio 2019 | Ekaterinburg Ural Lightnings | 20 – 6 (0-0 8-0 6-0 6-6) referto | Samara Stormbringers |  |

## Statistiche di squadra
| Competizione      | %Vittorie | In casa | In casa | In casa | In casa | In casa | In casa | In trasferta | In trasferta | In trasferta | In trasferta | In trasferta | In trasferta | Totale | Totale | Totale | Totale | Totale | Totale |
| Competizione      | %Vittorie | G       | V       | N       | P       | Pf      | Ps      | G            | V            | N            | P            | Pf           | Ps           | G      | V      | N      | P      | Pf     | Ps     |
| ----------------- | --------- | ------- | ------- | ------- | ------- | ------- | ------- | ------------ | ------------ | ------------ | ------------ | ------------ | ------------ | ------ | ------ | ------ | ------ | ------ | ------ |
| Stagione regolare | .667      | 1       | 1       | 0       | 0       | 20      | 6       | 2            | 1            | 0            | 1            | 34           | 38           | 3      | 2      | 0      | 1      | 54     | 44     |
| Totale            | .667      | 1       | 1       | 0       | 0       | 20      | 6       | 2            | 1            | 0            | 1            | 34           | 38           | 3      | 2      | 0      | 1      | 54     | 44     |